# 耿君用
耿君用（?—1356年），濠州（安徽鳳陽）人，與朱元璋同鄉。後隨朱元璋渡江，任管軍總管，至正十六年（1356年）七月在救援宜興時，與張士誠交鋒，士誠棄鎮江，移兵潛襲宜興，君用不及防備，城陷力戰而死。餘眾由其子耿炳文繼續領導。